# Serie 309 de Renfe
La serie 309 de Renfe es un conjunto de 20 locomotoras diésel-hidráulicas de 385 kW de potencia y una velocidad máxima de 50 km/h  fabricadas entre 1986 y 1987 por M.T.M. Utilizada para maniobras, varias unidades se encuentran apartadas y están actualmente asignadas a Adif.